# محطة دانجنيس للطاقة النووية

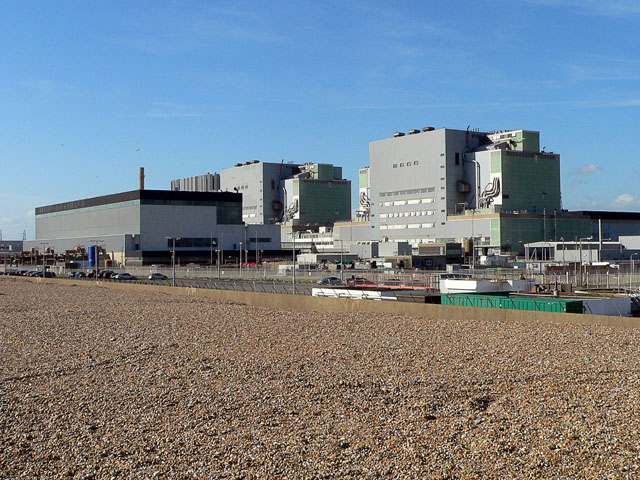
محطة دانجنيس A

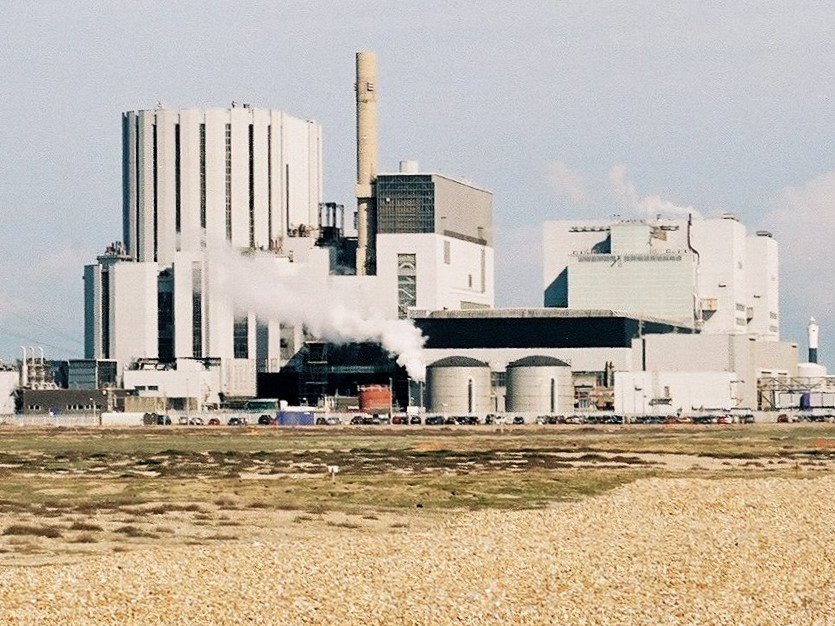
محطة دانجنيس B

محطة دانجنيس للطاقة النووية (بالإنجليزية: Dungeness Nuclear Power Station)‏ هي محطة طاقة نووية تضم زوجًا من محطات الطاقة النووية، ما زالت واحدة منهما تعمل في ظروف جيدة، وتقع هذه الأخيرة في دانجنيس في جنوب كينت، إنجلترا. تُمثل دانجنيس A، محطة ماجنوكس الكهربائية القديمة الموصلة بالشبكة الوطنية في عام 1965، والتي استمرت في العمل إلى أن تعطلت نهائيًا. أما دانجنيس B، فهي محطة طاقة تعمل بمفاعل بتبريد غازي تقدمي، وتتكون من مفاعلين بقوة 1496 ميغاواط، بدأ تشغيلهما في 1983 و 1985 على التوالي، لكنها لم تعمل منذ 2018 بسبب مخاوف السلامة المستمرة.
كانت هناك العديد من المشاكل أثناء بناء محطة الطاقة الثانية، والتي كانت أول محطة تعمل بمفاعل بتبريد غازي تقدمي كامل. كان من المفترض أن يكتمل المشروع في عام 1970، لكنه انهار في عام 1969 وتولى مجلس توليد الكهرباء المركزي إدارة المشروع، بالإضافة إلى تعيينه شركة التصميم والبناء النووي البريطاني كمقاول رئيسي. كانت هناك المزيد من المشاكل بحلول عام 1975، ما دفع مجلس توليد الكهرباء المركزي الإبلاغ عن عدم إمكانية اكتمال بناء محطة الكهرباء حتى عام 1977 وارتفاع تكلفتها إلى 280 مليون جنيه إسترليني. ارتفعت التكلفة إلى 685 مليون جنيه إسترليني عند انتهاء عملية البناء، وهي أربعة أضعاف التقدير الأولي من حيث معدلات التضخم.
عُثر في مارس 2009 على مشاكل خطيرة عند إغلاق الوحدة 21B للصيانة، ولم يعمل المفاعل لمدة 18 شهرًا تقريبًا. مُنحت المحطة في 2015 تمديدًا ثانيًا في فترة عملها لمدة عشر سنوات، ليتأجل تاريخ الإغلاق المقترح إلى عام 2028.

## الملكية
أنشأ مجلس توليد الكهرباء المركزي المحطتين وامتلكهما وأدارهما منذ البداية. بعد خصخصة صناعة الإمداد بالكهرباء وخصخصة جزئية لاحقة لصناعة توليد الطاقة النووية، أصبحت المحطة مملوكة من قبل هيئتين مختلفتين: محطة دانجنيس A التابعة للمفاعلات من نوع ماجنوكس الأصلي من قبل مجلس الحكومة غير الوزارية و هيئة نزع السلاح النووي (NDA)، ومحطة دانجنيس B التابعة لمفاعل التبريد الغازي التقدمي الحديث من قبل كهرباء فرنسا عبر شركة الطاقة البريطانية التابعة للشركة الأم الفرنسية.

## المقر
بُنيت المحطات على مساحة كبيرة من الشواطئ الصخرية، بمساحة 12 كم في 6 كم، والتي ترسبت من البحر، وتشكلت على مدى آلاف السنين. تتحرك المنطقة بأكملها شمالًا وشرقًا ببطء شديد، إذ يحرك البحر الصخور من جانب الرأس البحرية إلى الجانب الآخر. وهي محاطة بمحمية طبيعية ذات أهمية علمية خاصة. يُستخدم أسطول من الشاحنات للحفاظ بشكل مستمر على حدود الشواطئ الصخرية للمصنع وإلا سيتآكل الساحل بمعدل يقدر بـ 6 أمتار في السنة. يبدو أن الترسب على الشاطئ الشمالي من الرأس البحرية لا يواكب التآكل، على الرغم من تموقع محطات الطاقة على بعد حوالي كيلومتر واحد غرب ذلك الشاطئ. يُنقل إجمالاً 90.000 متر مكعبًا كل عام على طول أجزاء الساحل بين بيت ليفل وهيث. يُعد هذا ضروريًا لسلامة المنطقة بأكملها بما في ذلك محطات الطاقة. يُستخرج حوالي 100 مليون لتر من مياه التبريد وتُعاد إلى البحر كل ساعة، بعد تسخينها بمقدار 12 درجة مئوية (22 درجة فهرنهايت).